# Miraflores–Tarragona-vasútvonal
A Miraflores–Tarragona-vasútvonal egy 1 668 mm-es nyomtávolságú, 275,8 km hosszúságú, 3000 V egyenárammal villamosított egyvágányú vasútvonal Zaragoza-Miraflores és Tarragona között Spanyolországban.
Tulajdonosa az ADIF, a járatokat az RENFE üzemelteti. Vonalszáma a 210-es.
A vasútvonal 1894-ben nyílt meg.